# Stanislav Barabash
Stanislav "Stas" Barabash (ryska: Станислав Барабаш: Stanislav Barabasj), född 1964 i Volgograd i Ryska SFSR i Sovjetunionen (nu Ryssland), är en rysk-svensk fysiker som är professor i rymdfysik vid Institutet för rymdfysik (IRF) i Kiruna.
Barabash genomgick sin grundutbildning vid Moskvas högskola för fysik och teknologi där han 1987 tog en magisterexamen med inriktning mot experimentell plasmafysik. Efter fyra års arbete vid Rymdforskninginstitutet i Moskva flyttade han till Sverige och började arbeta vid IRF. Han disputerade 1996 vid Umeå universitet, och blev docent där 1998. Han utsågs 2002 som professor vid IRF.
Vid IRF leder Barabash sedan 2000 ett forskningsprojekt kring solsystemets fysik och rymdteknik. Hans forskning har bland annat gällt solvindens växelverkan med Mars och Merkurius. Barabash har deltagit med experiment och utrustning ombord på flera satelliter och är en av medkonstruktörerna till ASPERA.
Barabash invaldes 2009 som ledamot av Kungliga Vetenskapsakademien. Under perioden 2015–2021 var han föreståndare för Institutet för rymdfysik.
Stanislav Barabash är gift med Victoria Barabash, universitetslektor vid Luleå tekniska universitet. Han har två barn.